# Musée maritime fluvial et portuaire de Rouen
Le musée maritime fluvial et portuaire de Rouen est un musée associatif qui retrace l’histoire du port de Rouen ainsi que celle de la navigation en général. Il aborde la navigation fluviale et maritime et présente également une large collection de maquettes de navire de toutes époques. L'association a été fondée en 1980 et le musée a ouvert ses portes au public en 1999 à l'occasion de l'Armada de Rouen.
Le musée prend place dans le hangar 13 au côté d'un atelier de restauration navale traditionnelle. Un automoteur (péniche) se trouve dans la cour du musée.

## Le musée
Les principaux thèmes traités sont :
- les grands moments historiques du port avec de nombreuses photos, avec entre autres un espace consacré aux destructions occasionnées par la Seconde Guerre mondiale.
- les installations du port et la mise au gabarit de la Seine en aval de Rouen.
- les grands voiliers rouennais, avec un espace consacré aux navires qui allaient en Nouvelle-Calédonie charger du nickel.
- la marine marchande, avec de nombreuses maquettes de cargos, dont des navires qui accostaient autrefois devant ou à proximité du hangar où se trouve le musée.
- la batellerie (voir la présentation de la péniche Pompon rouge ci-dessous).
- la construction navale.
- la chasse à la baleine, avec un squelette de baleine (voir ci-dessous).
- l'histoire des sous-marins, avec une reproduction de l'intérieur du Nautilus de Robert Fulton.

Parmi les pièces exposées figurent des moteurs de péniche et de chalutier, une cloche de brume située autrefois à l'embouchure de la Risle, un scaphandrier et la reconstitution de la cabine radio d'un navire des années 1960.
Un squelette de baleine (prêté par le muséum d'histoire naturelle de Rouen) est exposé au milieu du musée. Il s'agit d'un rorqual commun âgé de 7 ans au moment de sa mort par échouage sur une plage.
Une péniche de 38 mètres, du nom de Pompon-Rouge, peut être visitée dans la cour du musée. Sa cale a été réaménagée pour accueillir une exposition permanente sur la navigation fluviale avec notamment des maquettes d'automoteurs. Il également possible de visiter la timonerie.
Il y a régulièrement des expositions temporaires sur des sujets assez divers, comme le pont transbordeur de Rouen ou les Vikings.

## Photos

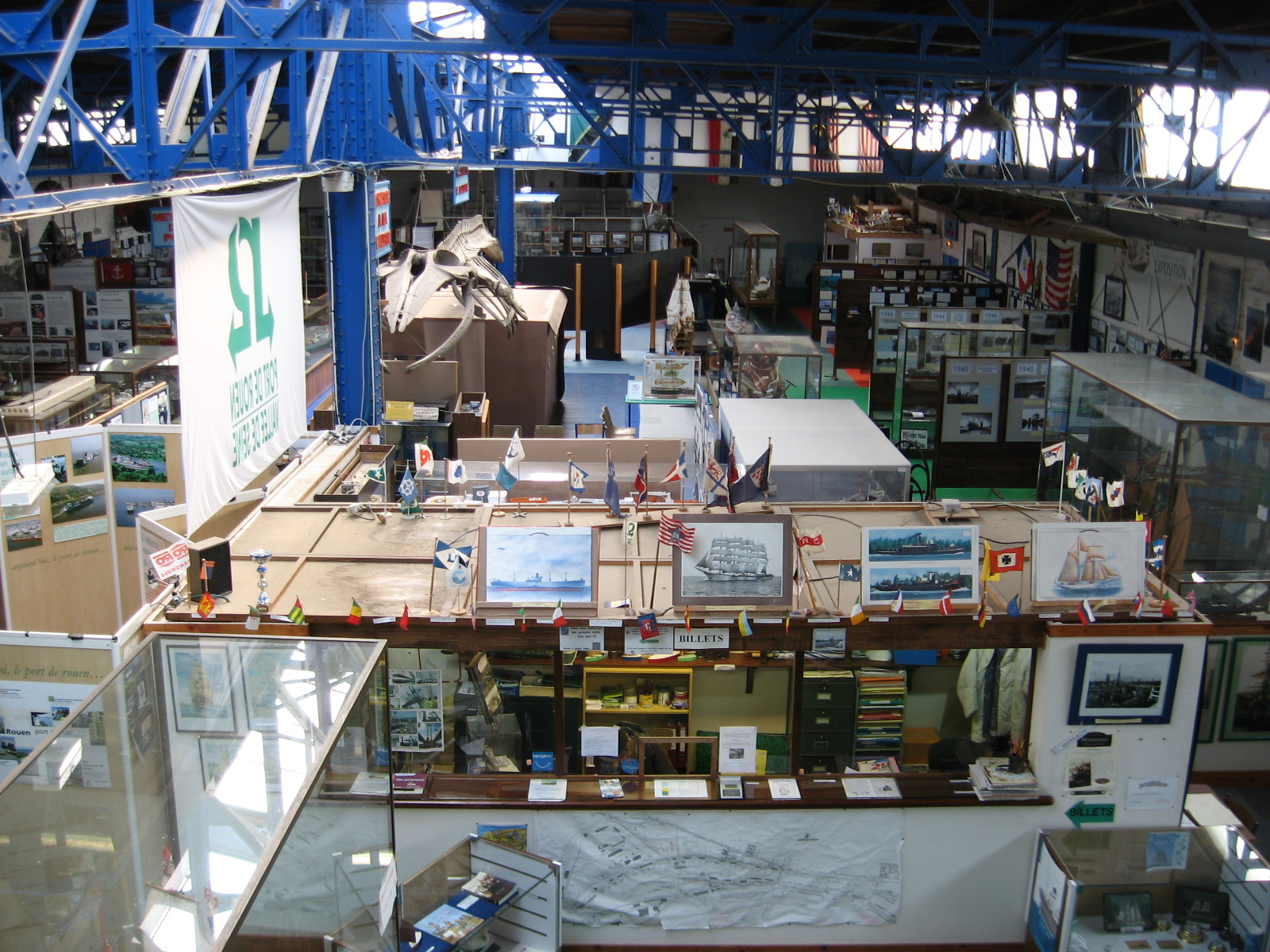
Vue générale du musée.
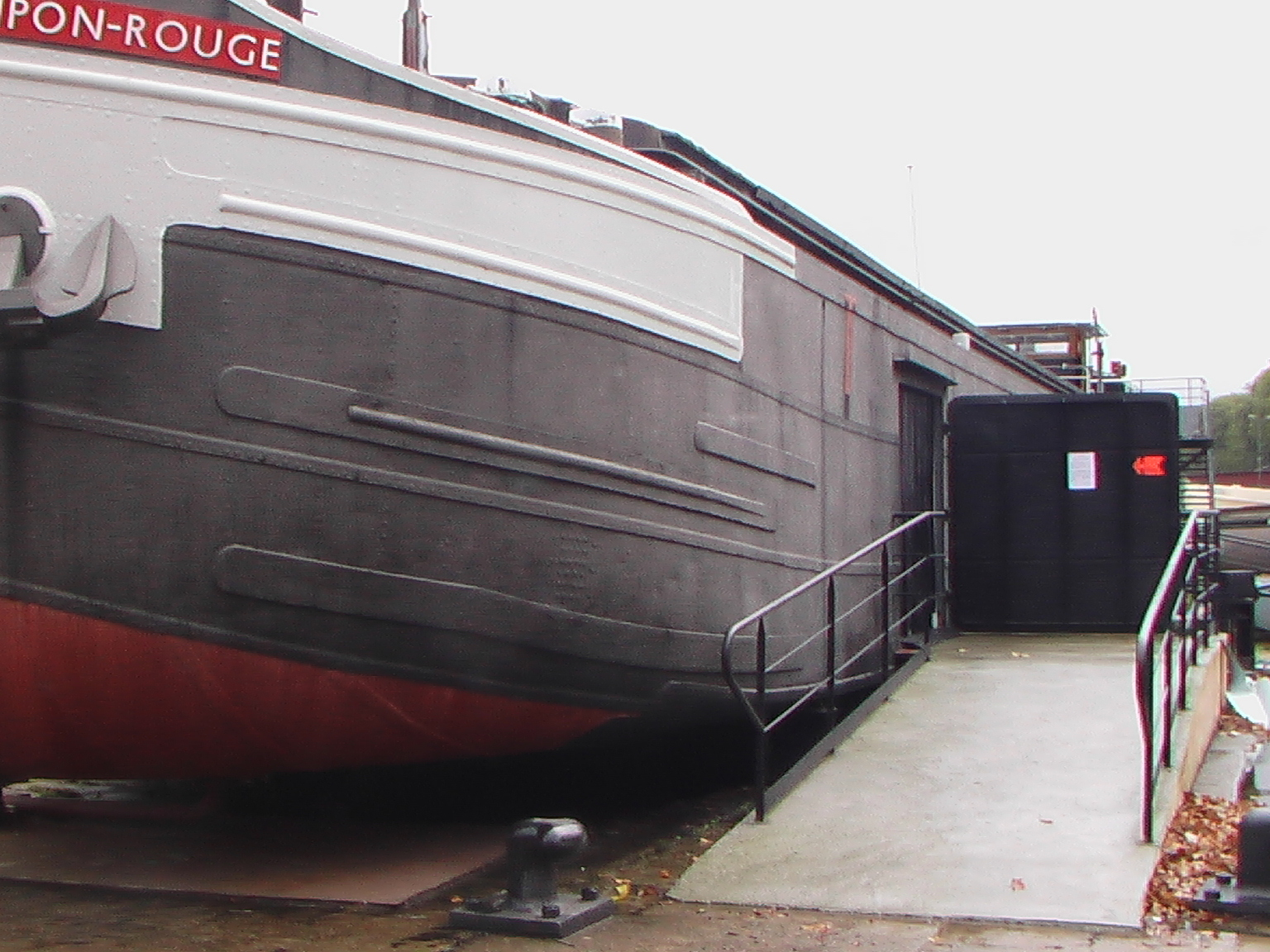
La péniche Pompon Rouge, transformée en espace d'exposition, une porte a été rajoutée sur le côté.
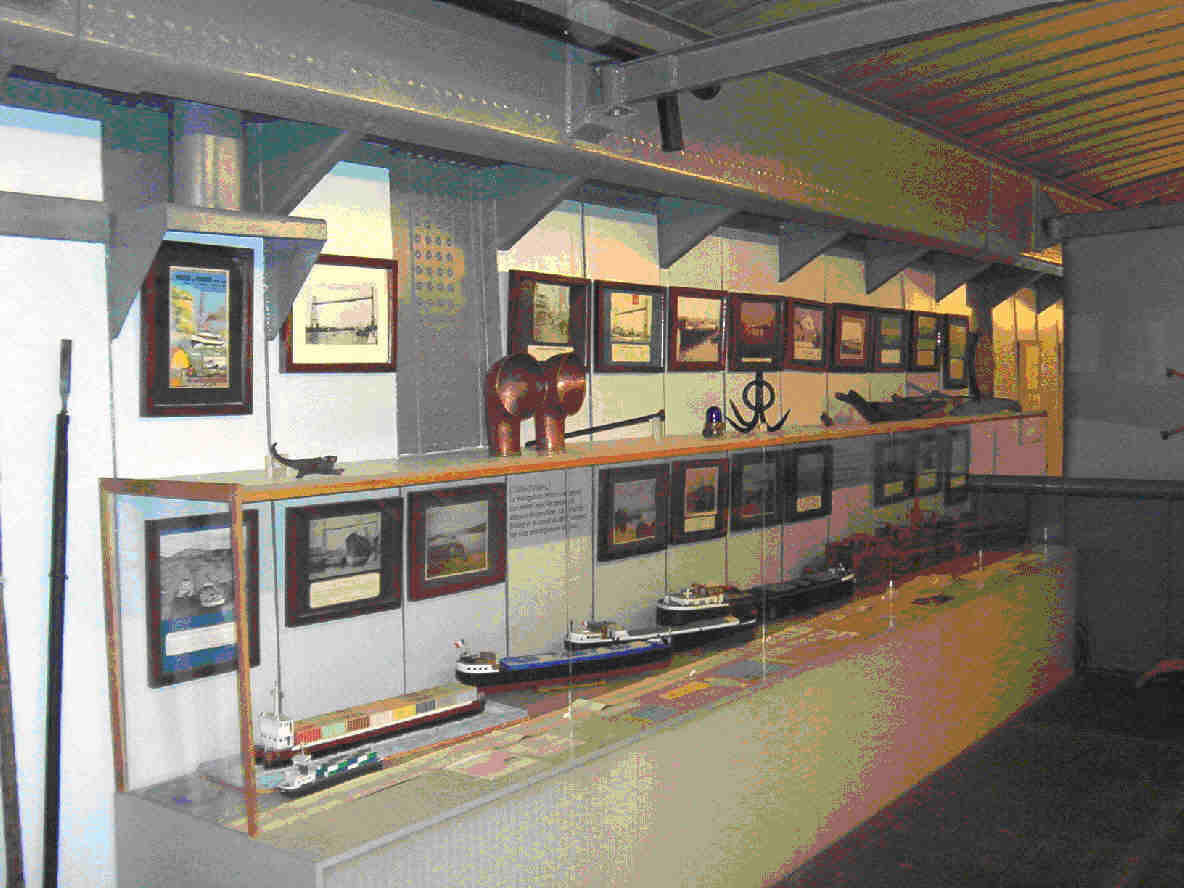
Cale de la péniche, avec l'exposition permanente sur la navigation fluviale.
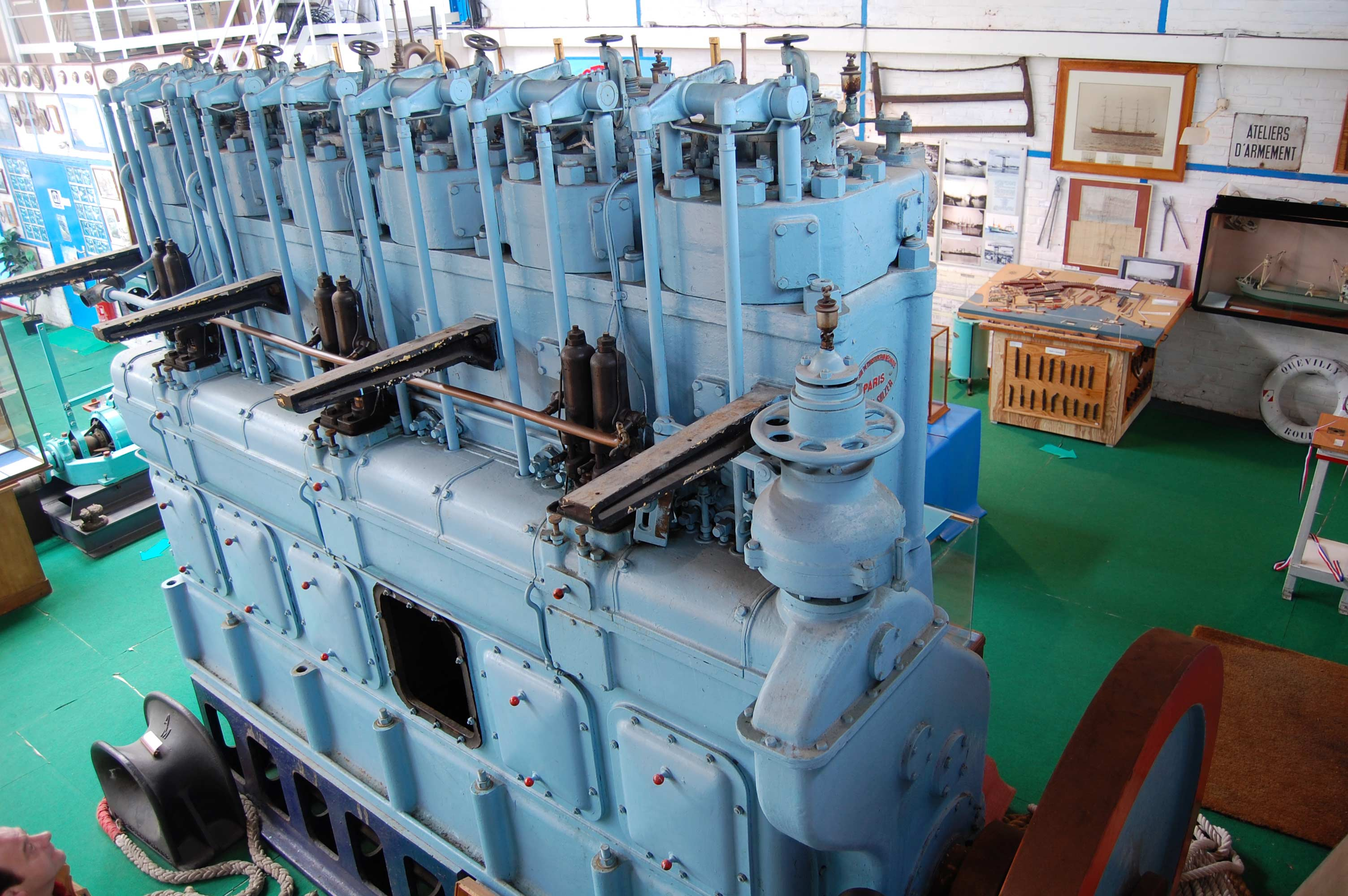
Moteur Sulzer de 400 CV et 28 tonnes qui équipait un chalutier hauturier (1937).
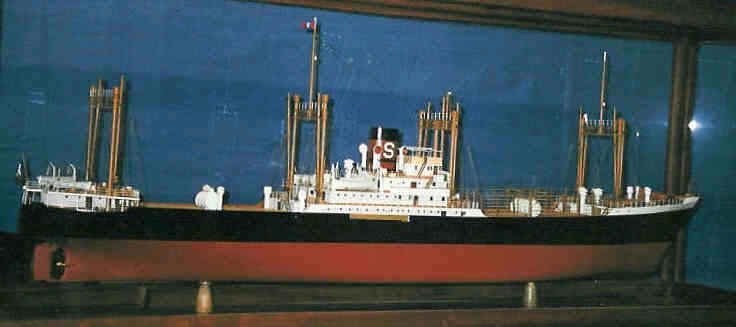
Maquette du Marie-Louise Schiaffino, un navire qui accostait régulièrement devant l'ancien hangar 13.
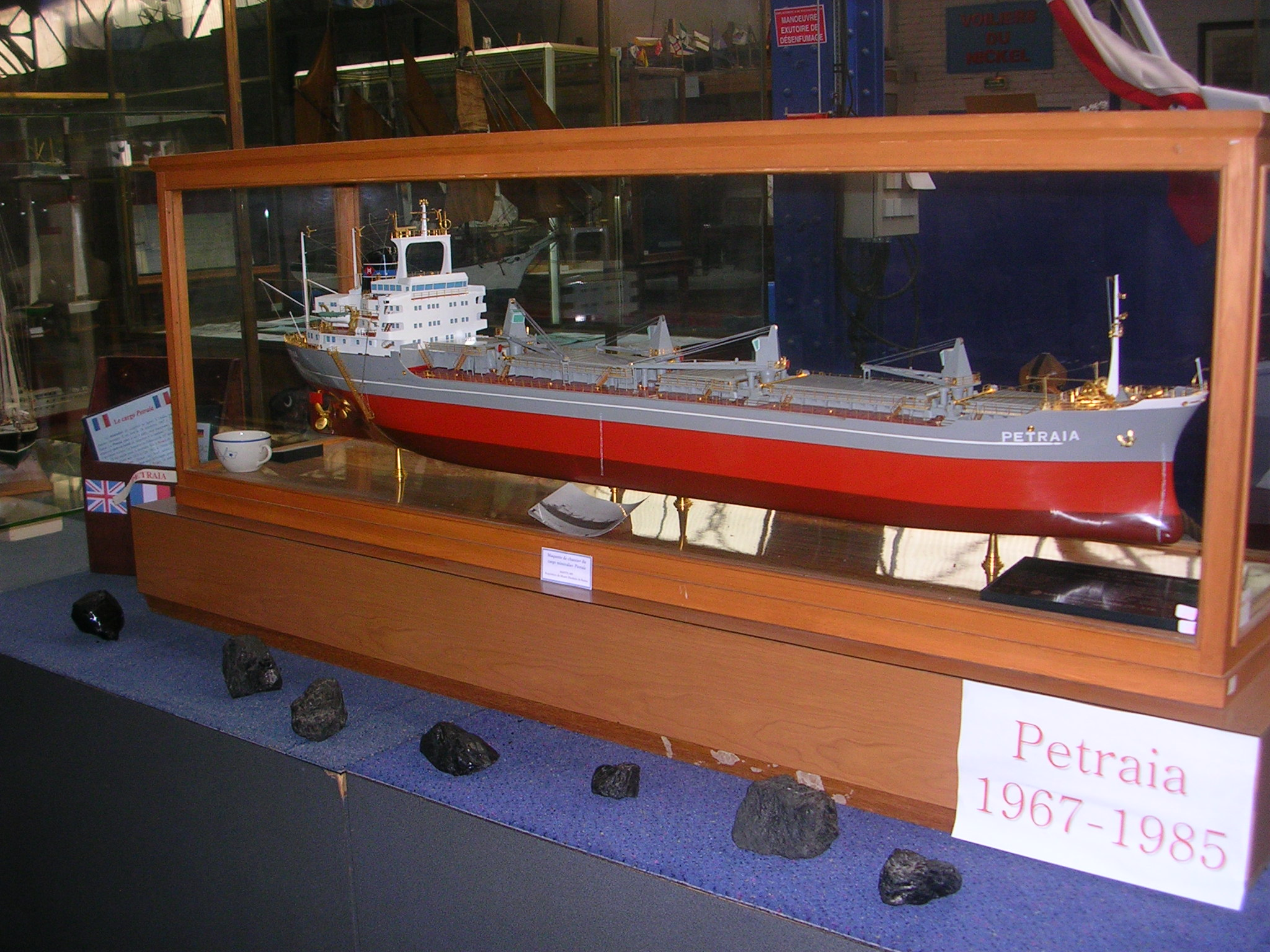
Maquette du Petraia, un navire qui accostait régulièrement en face de l'ancien hangar 13.
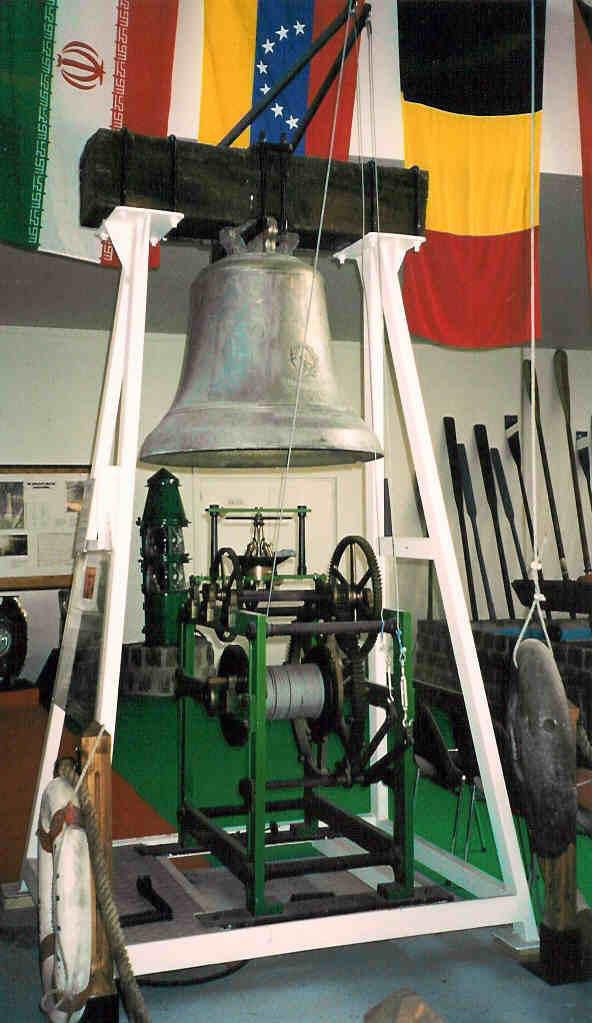
Cloche de brume, située autrefois dans l'estuaire de la Risle.
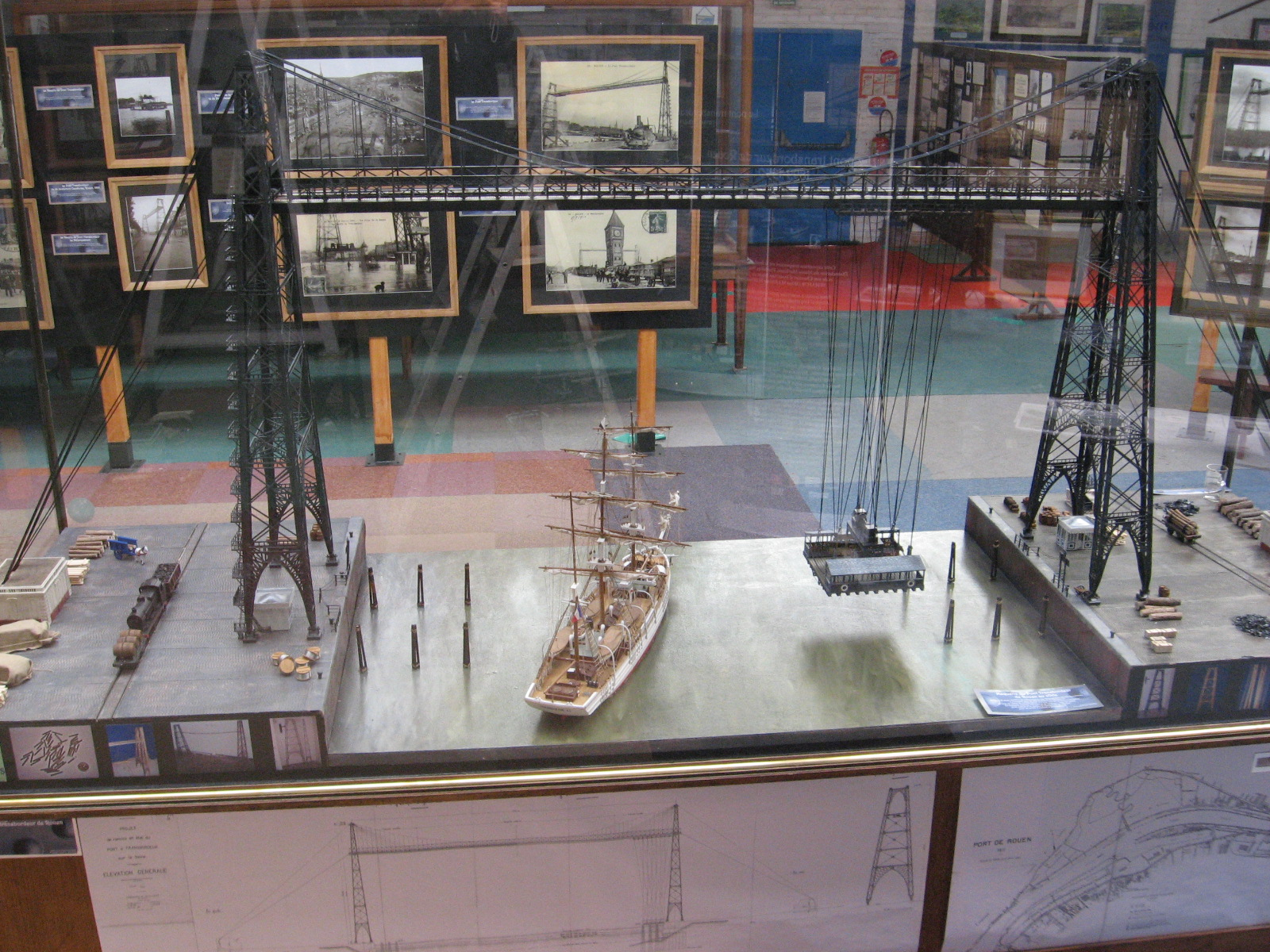
Maquette du pont transbordeur de Rouen.
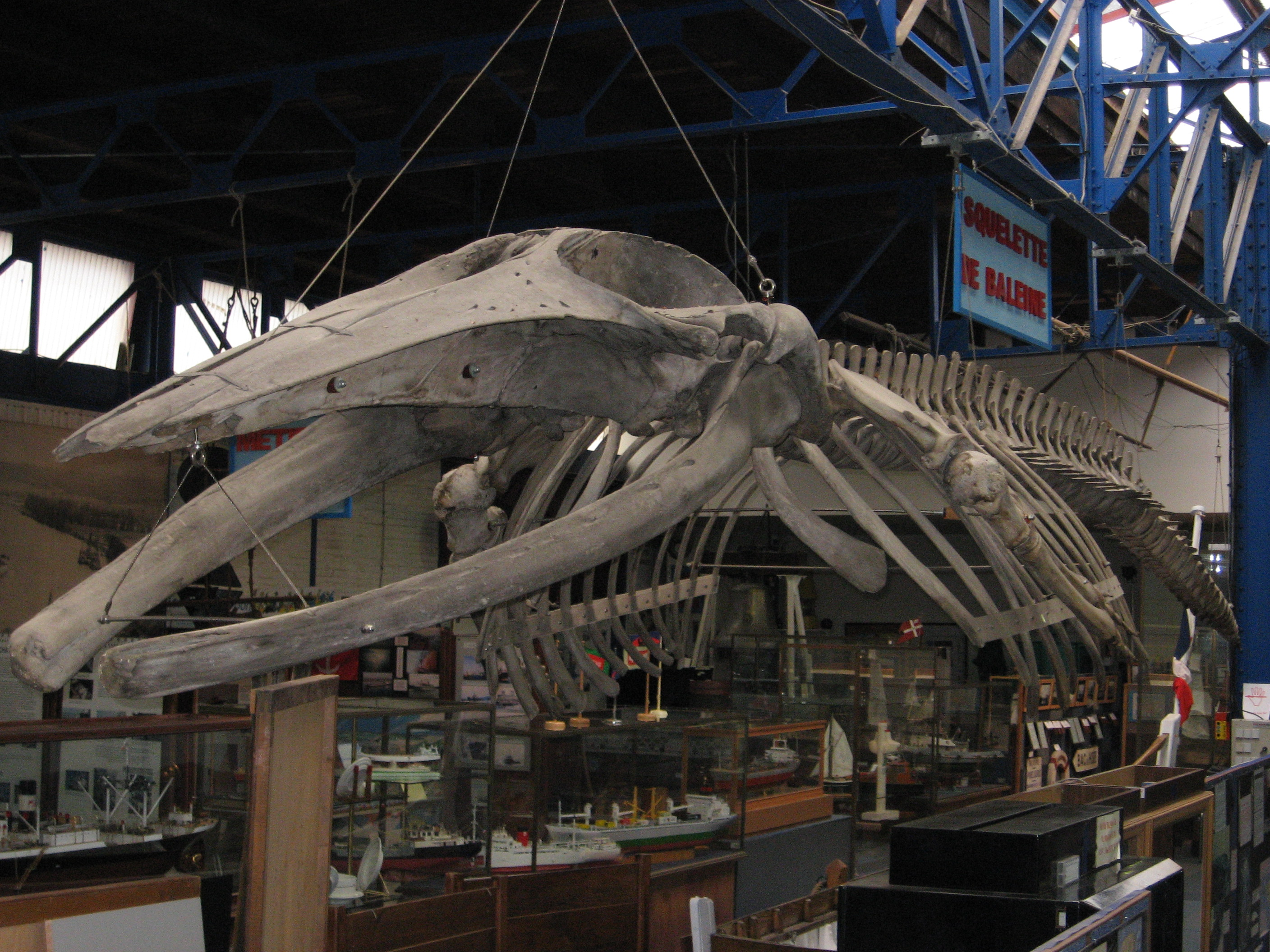
Squelette de Rorqual commun.
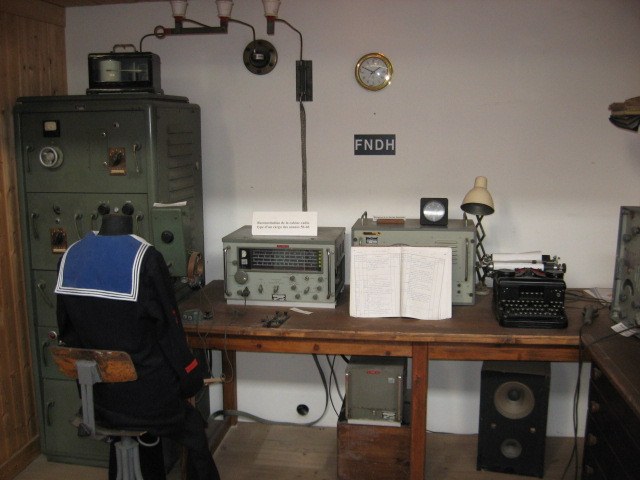
Reproduction de la cabine radio d'un navire des années 1960.
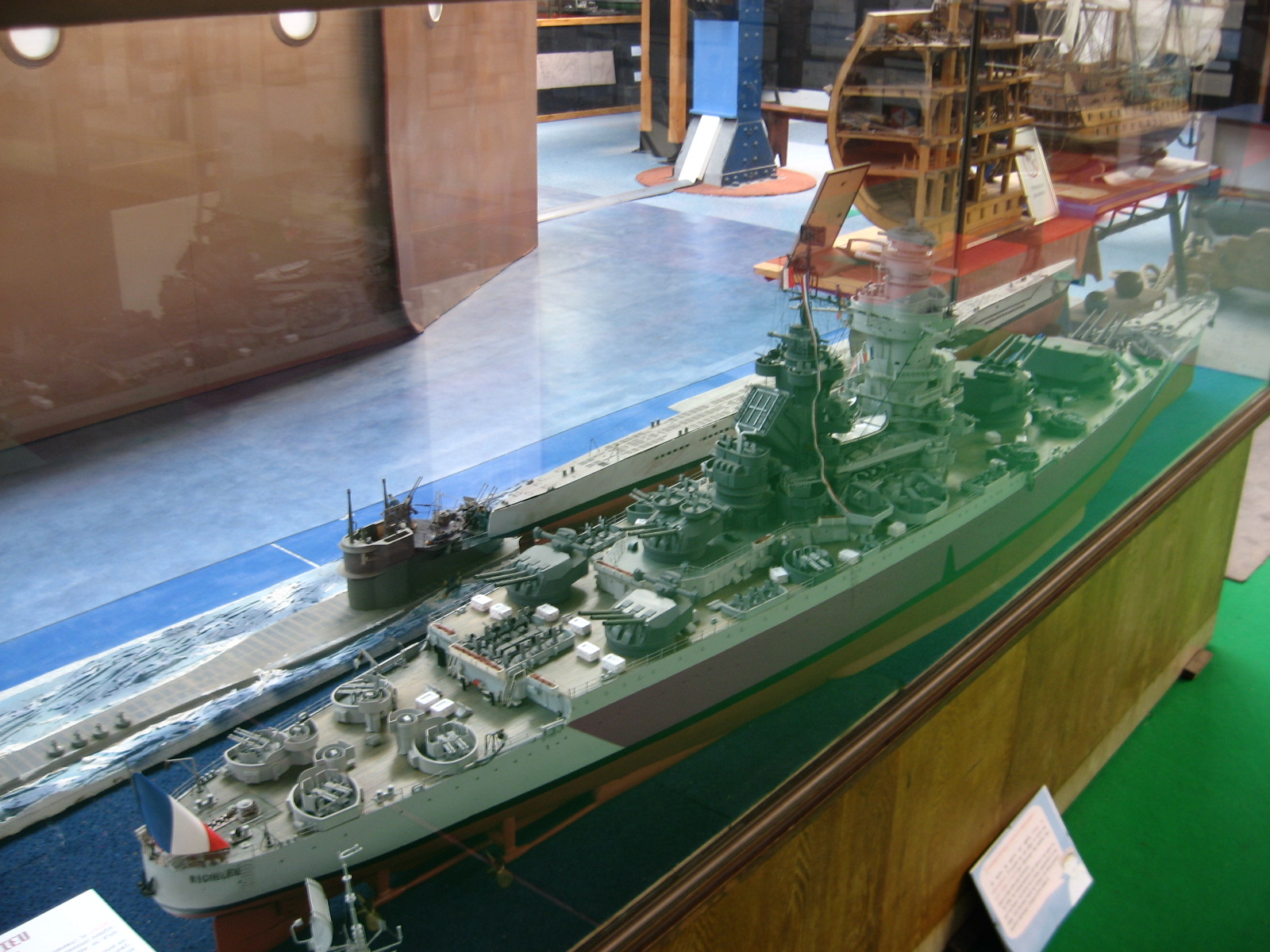
Maquette du cuirassé Richelieu
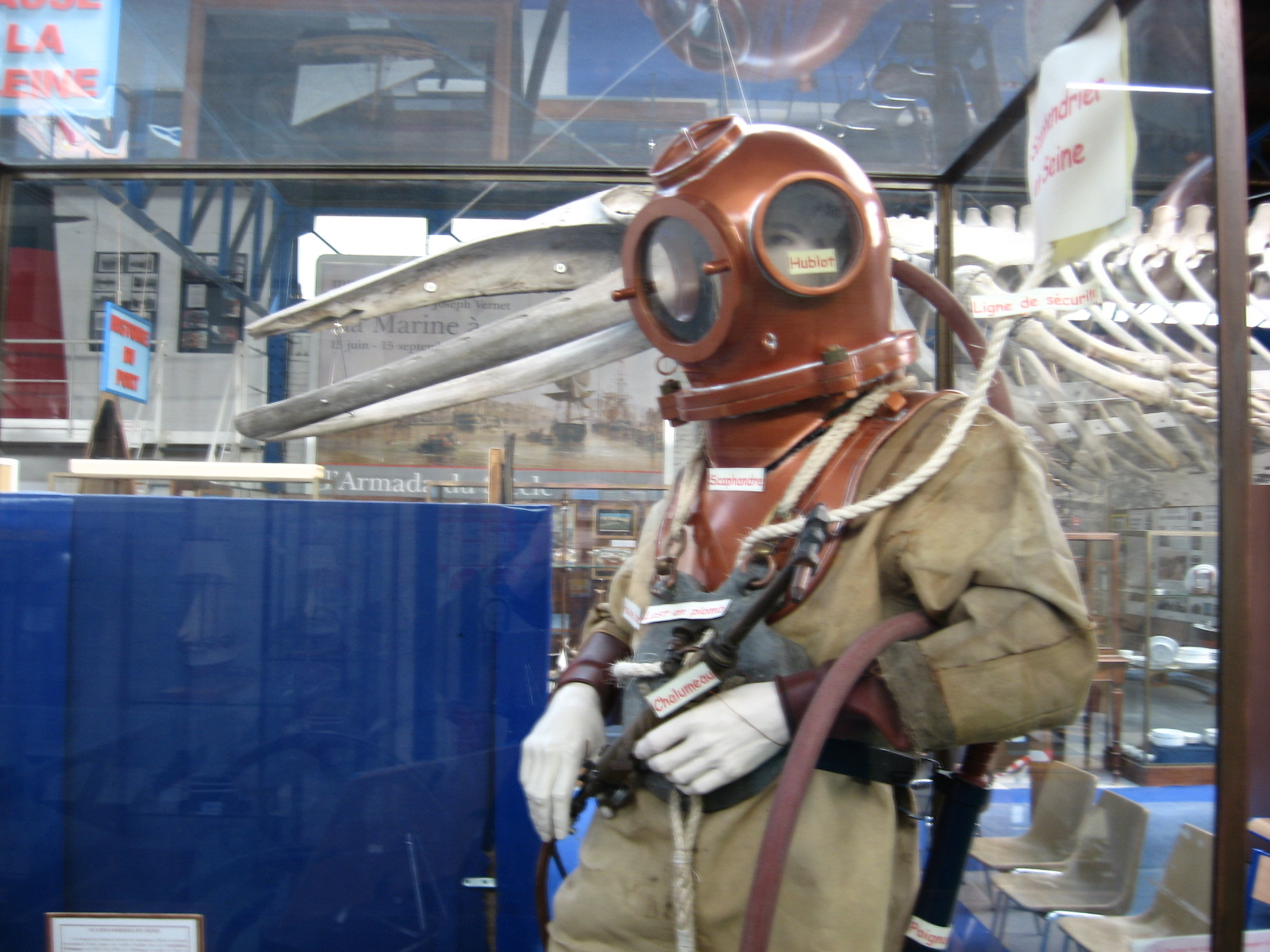
Scaphandrier.
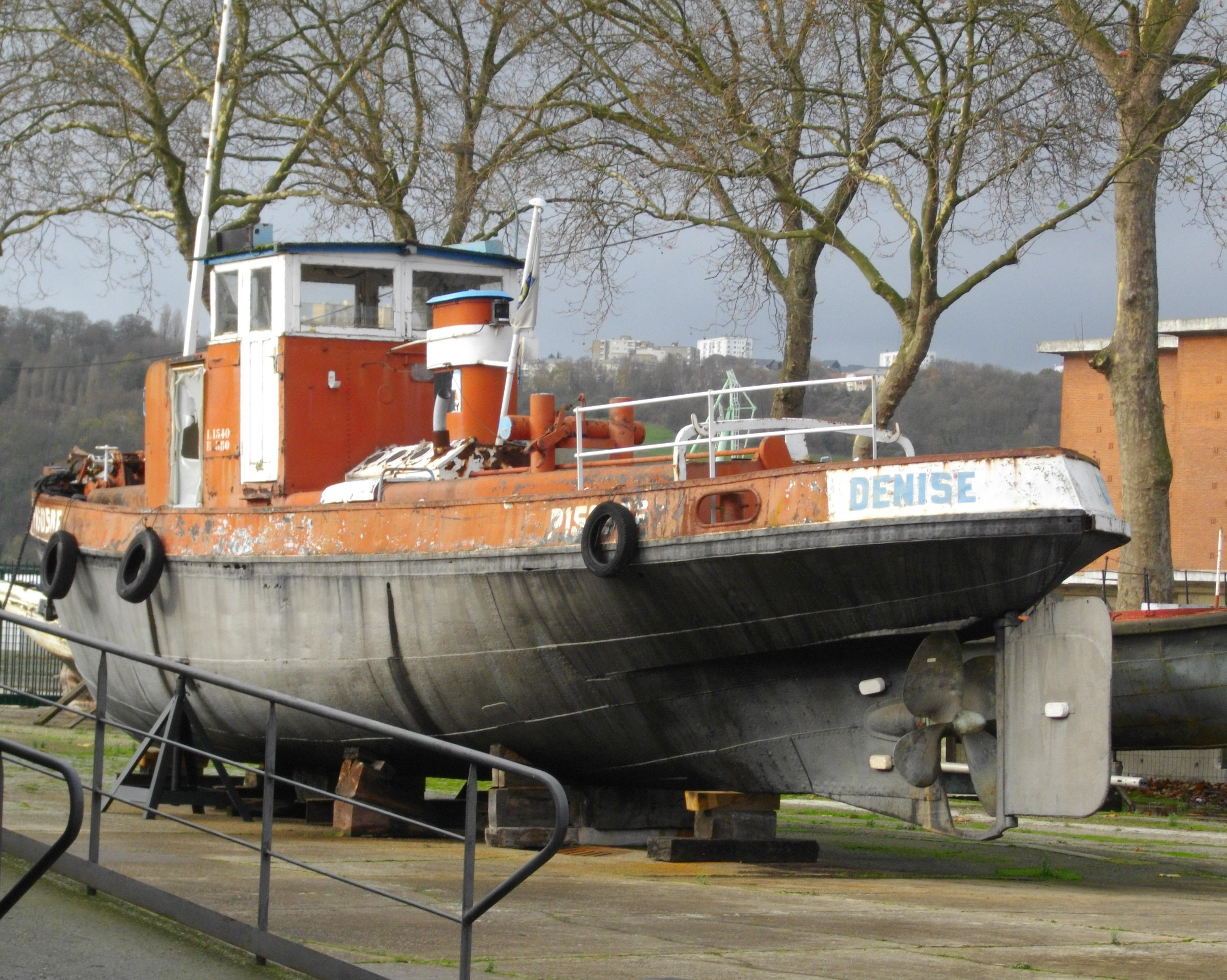
Denise
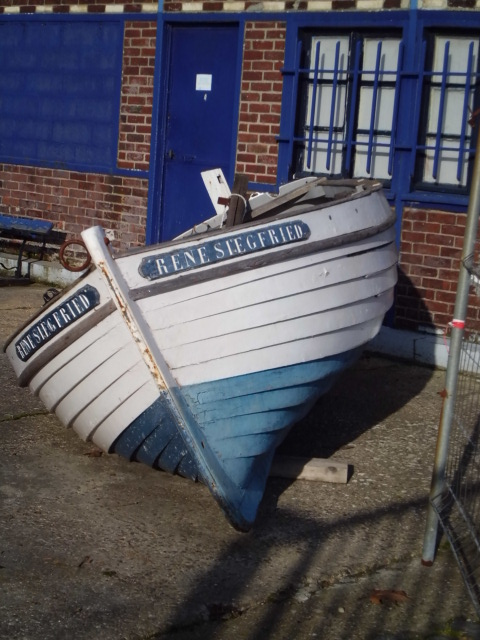
Barque à clins.
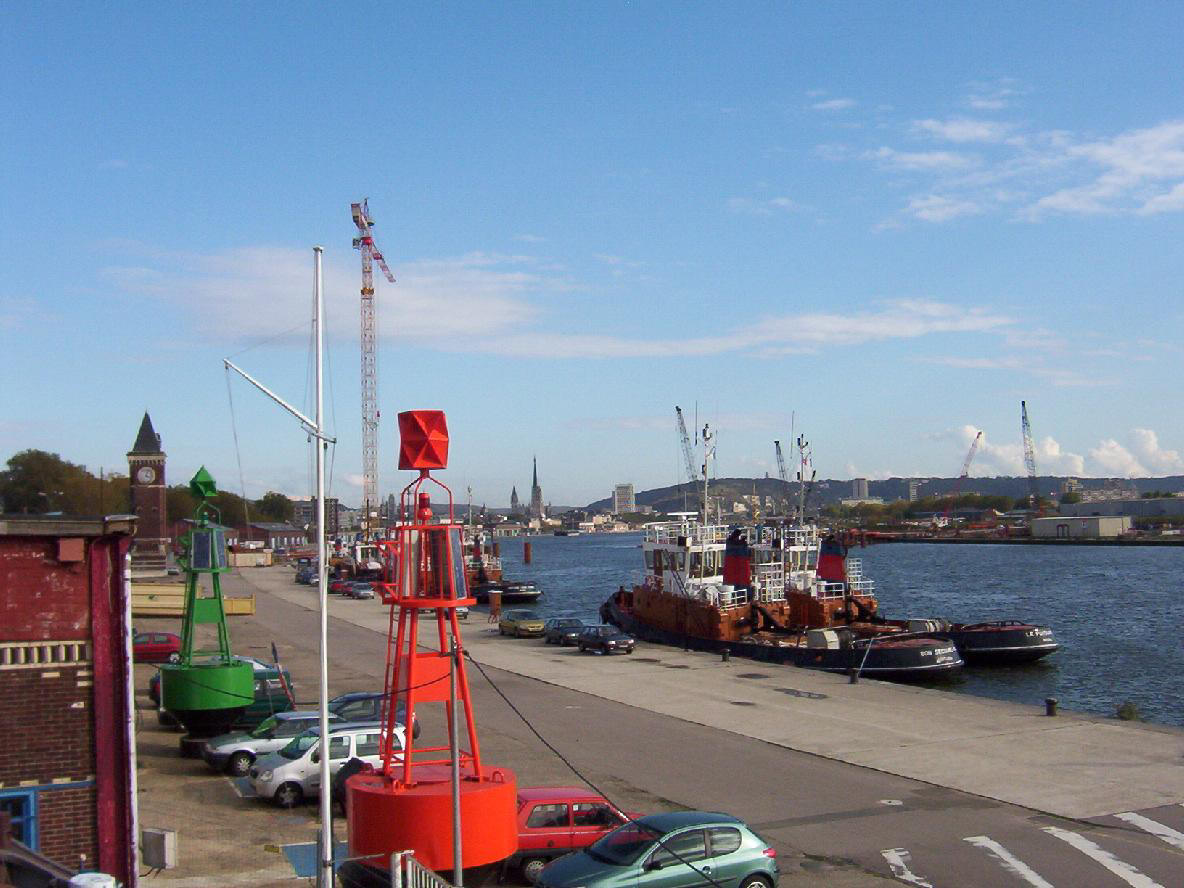
Avant pose du pont Gustave-Flaubert.

## Les lieux

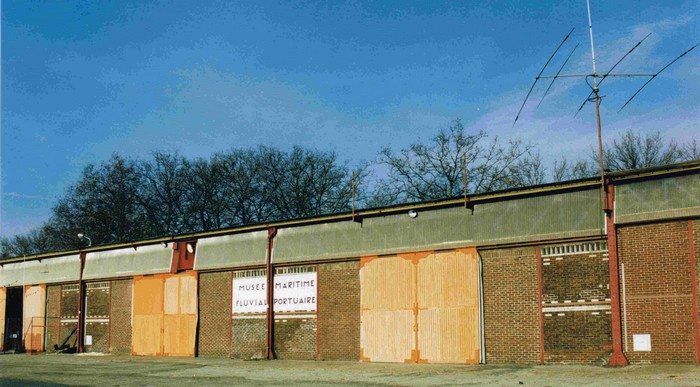
Le Hangar 13 avant la réalisation des fresques en 2016.

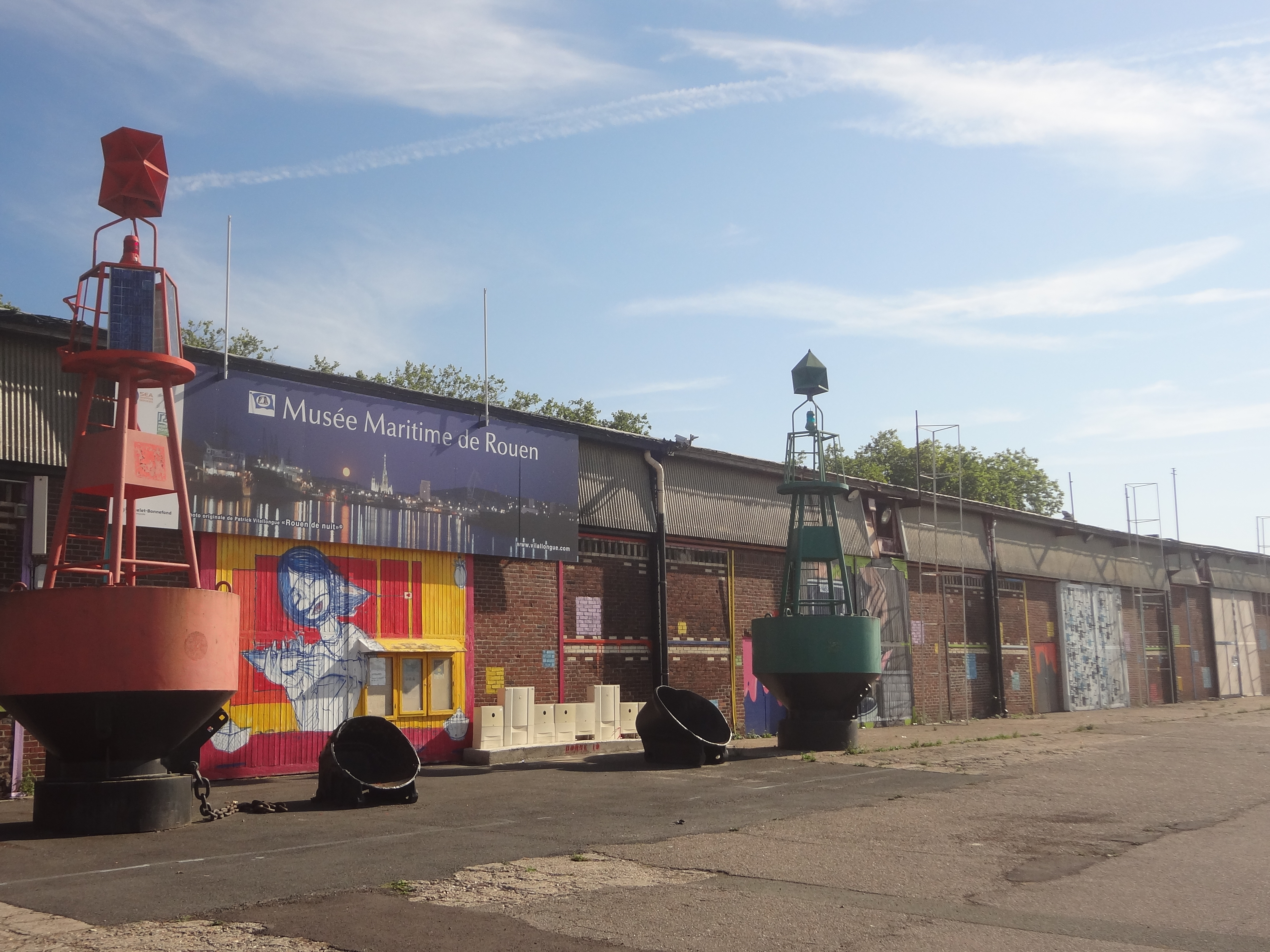
Le Hangar 13 depuis 2016.

Le musée est situé dans un ancien hangar du port en bord de Seine non loin du nouveau pont Gustave-Flaubert. Ce hangar, le hangar 13, a été construit en 1926, il fut baptisé hangar M jusqu'en 1966, avec la création du Port autonome de Rouen.
Il a été mis à disposition de la Compagnie Schiaffino, qui assurait des liaisons avec l'Afrique du Nord, jusqu'aux années 1970. Dans un premier temps, il a été utilisé pour stocker du vin, puis après la construction d'un chai à vin, plutôt des fruits.
Les années 1970 ont vu défiler de nombreuses compagnies jusqu'en 1984, où le hangar fut désaffecté, car il ne convenait plus à un usage portuaire à cause de sa capacité trop faible.
Plusieurs grandes fresques ont été réalisées sur les portes du hangar dans le cadre du festival Rouen Impressionnée en 2016.
En 2016, à la suite de l'installation de la foire Saint-Romain autour du musée, le hangar a été réduit de plusieurs mètres carrés.